# Ines Müller
Ines Müller, z domu Reichenbach (ur. 2 stycznia 1959 w Grimmen) – wschodnioniemiecka lekkoatletka specjalizująca się w pchnięciu kulą, dwukrotna uczestniczka letnich igrzysk olimpijskich (Moskwa 1980, Seul 1988). 

## Sukcesy sportowe
- pięciokrotna medalistka mistrzostw NRD w pchnięciu kulą – dwukrotnie złota (1985, 1986), dwukrotnie srebrna (1984, 1988) oraz brązowa (1980)[1]
- sześciokrotna medalistka halowych mistrzostw NRD w pchnięciu kulą – złota (1984), dwukrotnie srebrna (1979, 1980) oraz trzykrotnie brązowa (1981, 1985, 1987)[2]

| Rok  | Miasto    | Zawody                      | Konkurencja    | Wynik         |
| ---- | --------- | --------------------------- | -------------- | ------------- |
| 1977 | Donieck   | mistrzostwa Europy juniorów | rzut dyskiem   | złoty medal   |
| 1980 | Moskwa    | igrzyska olimpijskie        | pchnięcie kulą | 8. miejsce    |
| 1984 | Praga     | zawody "Przyjaźń-84"        | pchnięcie kulą | 4. miejsce    |
| 1985 | Paryż     | światowe igrzyska halowe    | pchnięcie kulą | srebrny medal |
| 1985 | Moskwa    | puchar Europy               | pchnięcie kulą | 3. miejsce    |
| 1986 | Stuttgart | mistrzostwa Europy          | pchnięcie kulą | srebrny medal |
| 1987 | Rzym      | mistrzostwa świata          | pchnięcie kulą | brązowy medal |
| 1988 | Seul      | igrzyska olimpijskie        | pchnięcie kulą | 4. miejsce    |

## Rekordy życiowe
- pchnięcie kulą – 21,57 – Ateny 16/05/1988
- pchnięcie kulą (hala) – 21,26 – Berlin 24/02/1985